# ギー・パタン

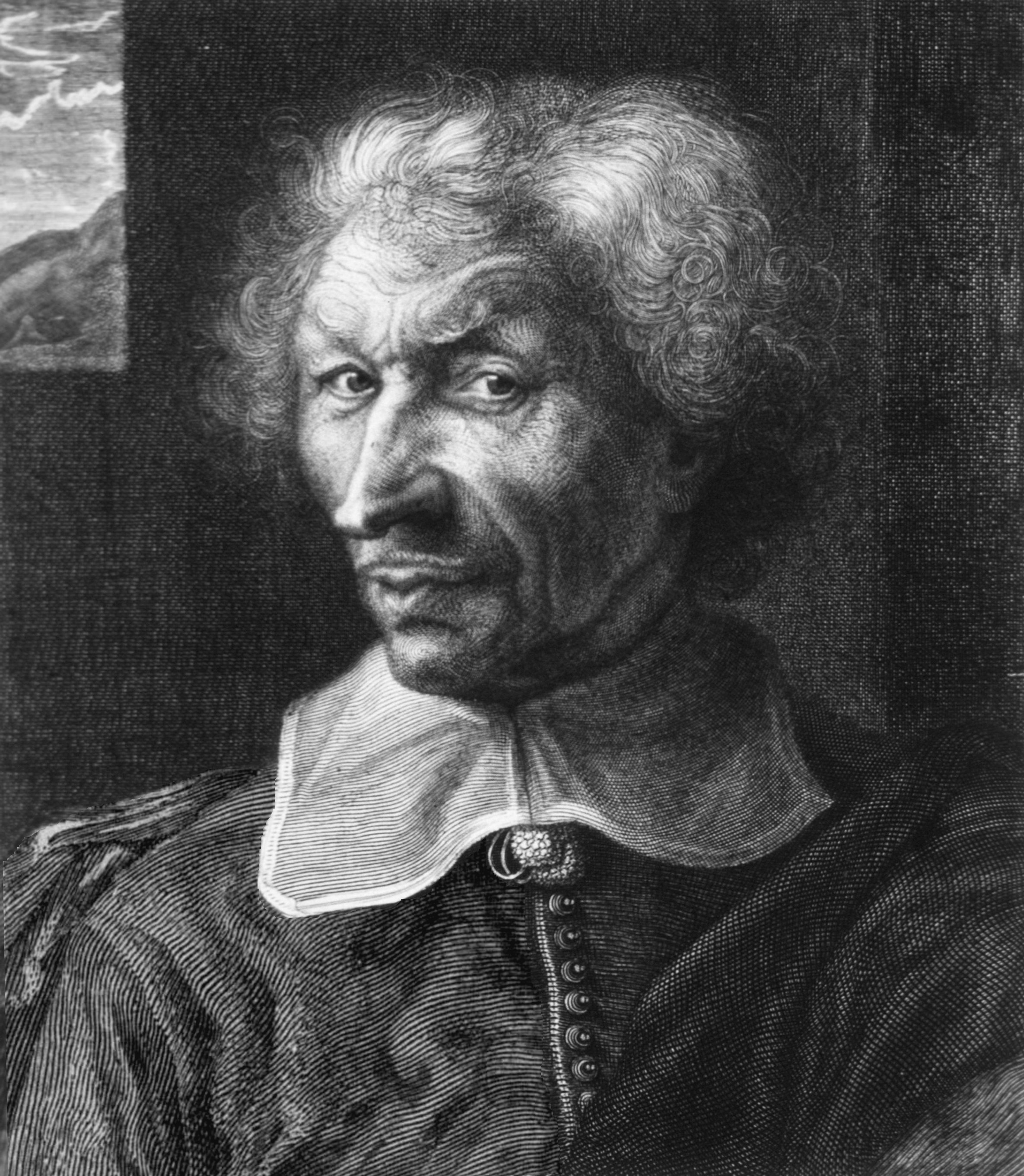
Guy Patin

ギー・パタン（Guy または Gui Patin、1601年8月31日 - 1672年8月30日）は17世紀のフランスの医師である。当時フランスで最も有名な医師であったが、その治療法は瀉血法を多用したものであった。没後の1692年にパタンの書簡集が出版され当時の医療についての資料となった。

## 略歴
オワーズ県のHodenc-en-Bray近くに生まれた。1624年に医学の学位を得て、1646年にパリ大学の外科の教授に任じられ、1650年から医学部の学部長、1654年にジャン・リオランの後を継いで解剖学、植物学、薬学の教授も務めた。1655年からコレージュ・ド・フランス（当時はCollège Royale）の教授を務めた。起源前1世紀のガレノス以来の治療法である、瀉血法を信奉した保守的な医師で、新しい学説を激しく非難した。文学者のルサージュによって、ドクトル・サグラド（血まみれの医師）としてパロディ化され、当時の医学はモリエールによって『気で病む男』で批判された。
1645年から1672年に書かれた手紙から選ばれた書簡集が1692年に出版され、その後も改訂版が出版された。